# Mercredi de mi-Pentecôte

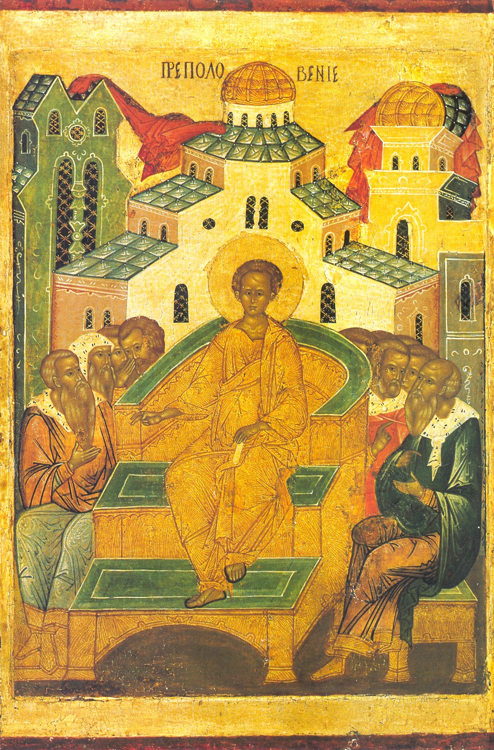
Icône russe du XVè siècle pour la Mi-Pentecôte.

Le Mercredi de la mi-Pentecôte (P + 24) est une fête mineure célébrée par les Églises d'Orient – Églises orthodoxes et Églises catholiques de rite byzantin – entre le dimanche du Paralytique (P + 21) et le dimanche de la Samaritaine (P + 28). Dans la pratique contemporaine elle est concélébrée, selon les Églises, soit lors du dimanche du Paralytique soit, plus fréquemment, lors du dimanche de la Samaritaine.
Cette fête se situe à la mi-temps de la Résurrection du Christ (Pâques) et de la révélation du Saint-Esprit aux apôtres (Pentecôte). Elle ne célèbre aucun saint ni aucun événement particulier. Pour cette raison, elle a très tôt disparu du calendrier liturgique occidental ; elle est conservée dans le calendrier liturgique oriental.
Constantin Andronikof note, dans son ouvrage Le cycle pascal :
« 
La Mi-Pentecôte a perdu sa place dans la vie liturgique, sinon dans le rite oriental. Elle a disparu en Occident (probablement au début du Bas Moyen-Âge). Il est assez caractéristique que l'Évangile du jour (Jean, VII) y ait été reporté au mardi de la 4e semaine du Carême. Le texte scripturaire qui “justifiait” la mi-Pentecôte fut déplacé par Rome à la mi-Carême ; ce qui avait préparé l'Ascension fut interprété comme une annonce de la Passion (« N'est-ce pas celui qu'ils cherchent à faire mourir ? » Jean, VII:25).
Et pourtant l'Église y a vu une fête propre (et même avec une octave) et elle en a assez tôt déterminé le sens. Dès la fin du IVe siècle, en effet, Amphiloque d'Iconium lui consacre une homélie qui contient ce remarquable passage : “Le Seigneur est médiateur (mesitès) ; médiane aussi est la fête (mesè kai hè heortè). Car le milieu est toujours assuré par les extrémités.”
 »